# Поторањ
Поторањ је водени ток на Фрушкој гори, десна је притока Дунава, дужине 12,1km, површине слива 17,6km².
Извире као периодични ток испод највишег врха Црвеног чота. Заједно са притокама дренира северне падине Фрушке горе. Тече у правцу северозапада и узводно од насеља Черевић, а насупрот Черевићке аде улива се у Дунав. Амплитуде протицаја крећу се од 14 л/с до 28 m³/с. Главна притока је Танцош. У средњем делу тока код насеља Тестера изграђена је Мини-хидроакумулација. 